# Screen Actors Guild alla carriera
Lo Screen Actors Guild alla carriera (Screen Actors Guild Life Achievement Award) è un premio assegnato annualmente dal comitato nazionale onori e tributi dello Screen Actors Guild come premio alla carriera ad attori e attrici. 
Il primo vincitore è stato l'attore e comico Eddie Cantor, nel 1963, precedendo la prima cerimonia dei SAG Awards di oltre trent'anni. Da allora è stato assegnato ogni anno tranne nel 1964, 1982 e 2021. In due occasioni, due persone hanno ricevuto il premio lo stesso anno: nel 1986, quando è stato presentato all'attore Paul Newman e all'attrice Joanne Woodward, e nel 2001, quando è stato assegnato agli attori e attivisti per i diritti civili Ossie Davis e Ruby Dee.
Il premio non è stato assegnato nel 2021 a causa della pandemia di COVID-19.
Con il premio a Sally Field del 2023, sono stati insigniti del premio - in totale - 60 vincitori: 39 uomini e 21 donne.

## Albo d'oro

### 1960
- 1963:  Eddie Cantor[5]
- 1964: non assegnato
- 1965:  Stan Laurel[6]
- 1966:  Bob Hope presentato da Charlton Heston[7]
- 1967:  Barbara Stanwyck presentato da Ronald Reagan[8]
- 1968:  William Gargan[9]
- 1969:  James Stewart presentato da Henry Fonda[10]

### 1970
- 1970: Edward G. Robinson[11]
- 1971:  Gregory Peck presentato da Charlton Heston[12]
- 1972:  Charlton Heston[13]
- 1973:  Frank Sinatra[14]
- 1974:  Martha Raye[15]
- 1975:  Walter Pidgeon[16]
- 1976:  Rosalind Russell[17]
- 1977:  Pearl Bailey[18]
- 1978:  James Cagney[19]
- 1979:  Edgar Bergen[20]

### 1980
- 1980:  Katharine Hepburn[21]
- 1981:  Leon Ames[22]
- 1982: non assegnato
- 1983:  Danny Kaye[23]
- 1984:  Ralph Bellamy[24]
- 1985:  Iggie Wolfington[25]
- 1986[1]
  -  Paul Newman
  -  Joanne Woodward
- 1987:  Nanette Fabray[26]
- 1988:  Red Skelton[27]
- 1989:  Gene Kelly[28]

### 1990
- 1990:  Jack Lemmon[29]
- 1991:  Brock Peters[30]
- 1992:  Burt Lancaster[31]
- 1993:  Audrey Hepburn[32]
- 1994:  Ricardo Montalbán presentato da Judson Scott[33]
- 1995:  George Burns presentato da Ann-Margret[34]
- 1996:  Robert Redford presentato da Tom Skerritt[35]
- 1997:  Angela Lansbury presentato da Glenn Close[36]
- 1998:  Elizabeth Taylor - Gregory Peck ritira il premio al posto della Taylor, la quale era in ospedale.[37]
- 1999:  Kirk Douglas presentato da Michael Douglas[38]

### 2000
- 2000:  Sidney Poitier presentato da Denzel Washington[39]
- 2001[2]
  -  Ossie Davis presentato da Whoopi Goldberg
  -  Ruby Dee presentato da Whoopi Goldberg
- 2002:  Ed Asner presentato da Tom Selleck[40]
- 2003:  Clint Eastwood presentato da Ray Romano e Morgan Freeman[41]
- 2004:  Karl Malden presentato da Michael Douglas[42]
- 2005:  James Garner presentato da Mel Gibson e Julie Andrews[43]
- 2006:  Shirley Temple presentato da Jamie Lee Curtis[44]
- 2007:  Julie Andrews presentato da Anne Hathaway[45]
- 2008:  Charles Durning presentato da Burt Reynolds[46]
- 2009:  James Earl Jones presentato da Forest Whitaker[47]

.

### 2019
- 2010:  Betty White presentato da Sandra Bullock[48]
- 2011:  Ernest Borgnine presentato da Morgan Freeman[49]
- 2012:  Mary Tyler Moore presentato da Dick Van Dyke[50]
- 2013:  Dick Van Dyke presentato da Alec Baldwin[51]
- 2014:  Rita Moreno presentato da Morgan Freeman[52]
- 2015:  Debbie Reynolds presentato da Carrie Fisher[53]
- 2016:  Carol Burnett presentato da Tina Fey e Amy Poehler[54]
- 2017:  Lily Tomlin presentato da Dolly Parton[55]
- 2018:  Morgan Freeman presentato da Rita Moreno[56]
- 2019:  Alan Alda presentato da Tom Hanks[57]

### 2020
- 2020:  Robert De Niro presentato da Leonardo DiCaprio[58]
- 2021: non assegnato[3]
- 2022:  Helen Mirren presentato da Kate Winslet e Cate Blanchett[59]
- 2023:  Sally Field presentato da Andrew Garfield[60]
- 2024:  Barbra Streisand[61]